# Гетеродонтизм
Гетеродонтизм (или гетеродонтность, также гетеродонтия — всё от греч. ἕτερος — «иной», «различный» и ὀδόντες — «зубы», букв. «разнозубость») — наличие у животного зубов, различающихся по форме и функциональному назначению.
Так, синапсиды (из них в настоящее время невымершими являются только млекопитающие), за некоторым исключением, обычно обладают резцами, клыками, премолярами и молярами.
В отличие от них, большинству позвоночных других групп (таких, как костные рыбы, пластиножаберные, амфибии и рептилии) свойствен гомодонтизм (или изодонтизм) — наличие однородных, не дифференцированных зубов, хотя гетеродонтизм встречается или встречался у отдельных рептилий (завропсид) — например, у птерозавров (Raeticodactylus filisurensis) и у некоторых ящериц и динозавров. У отдельных групп млекопитающих (зубатые киты, броненосцы), напротив, возник гомодонтизм в результате вторичного упрощения.
Образование системы дифференцированных зубов — важный процесс в эволюции млекопитающих (см. териодонты).

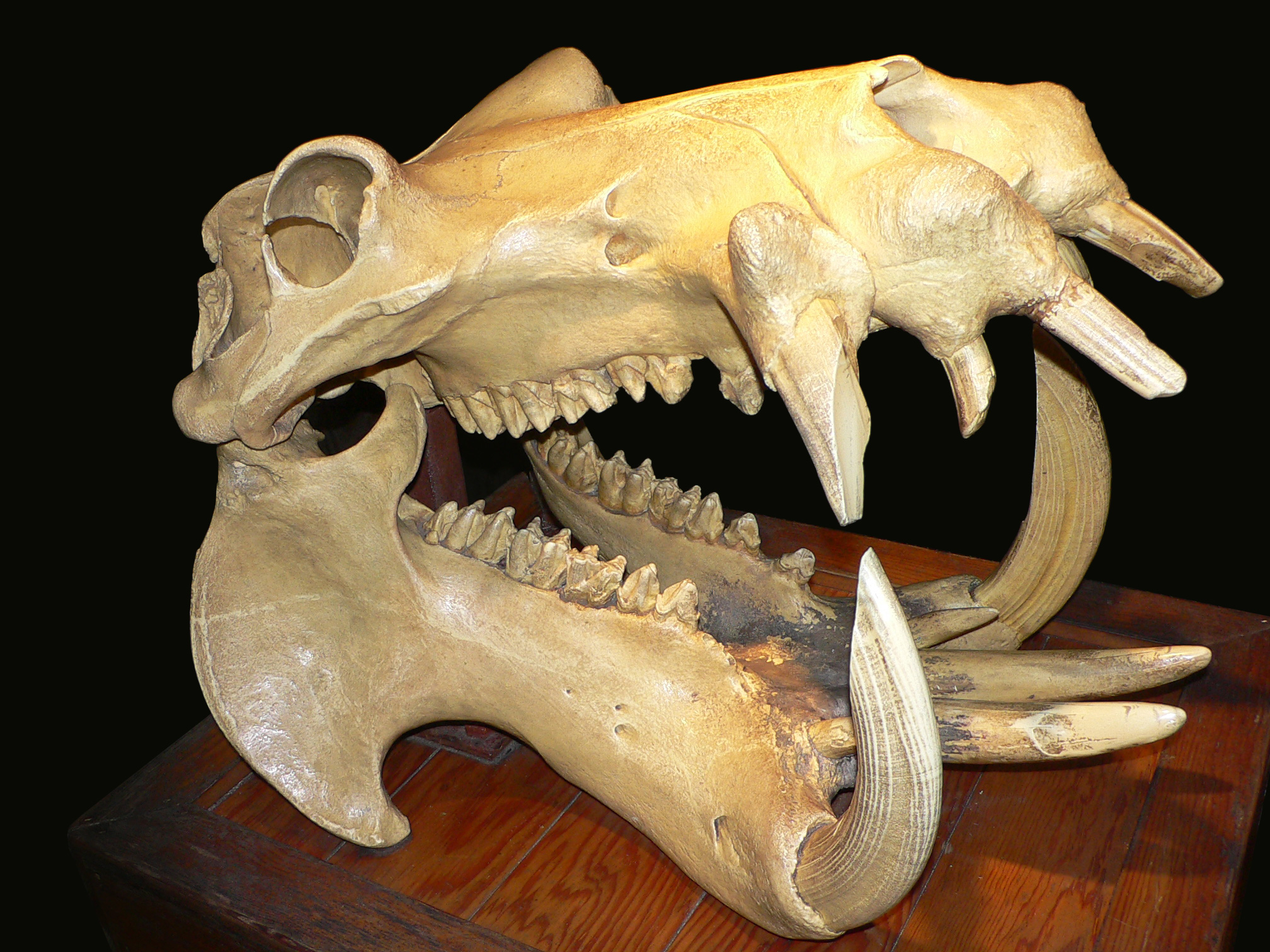
Гиппопотам — млекопитающие — гетеродонтизм
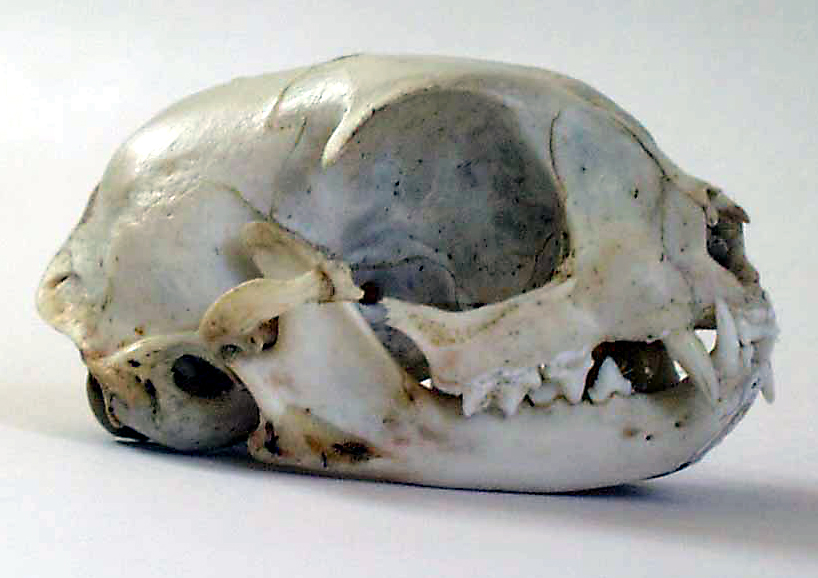
Кошка — млекопитающие — вторичный гетеродонтизм
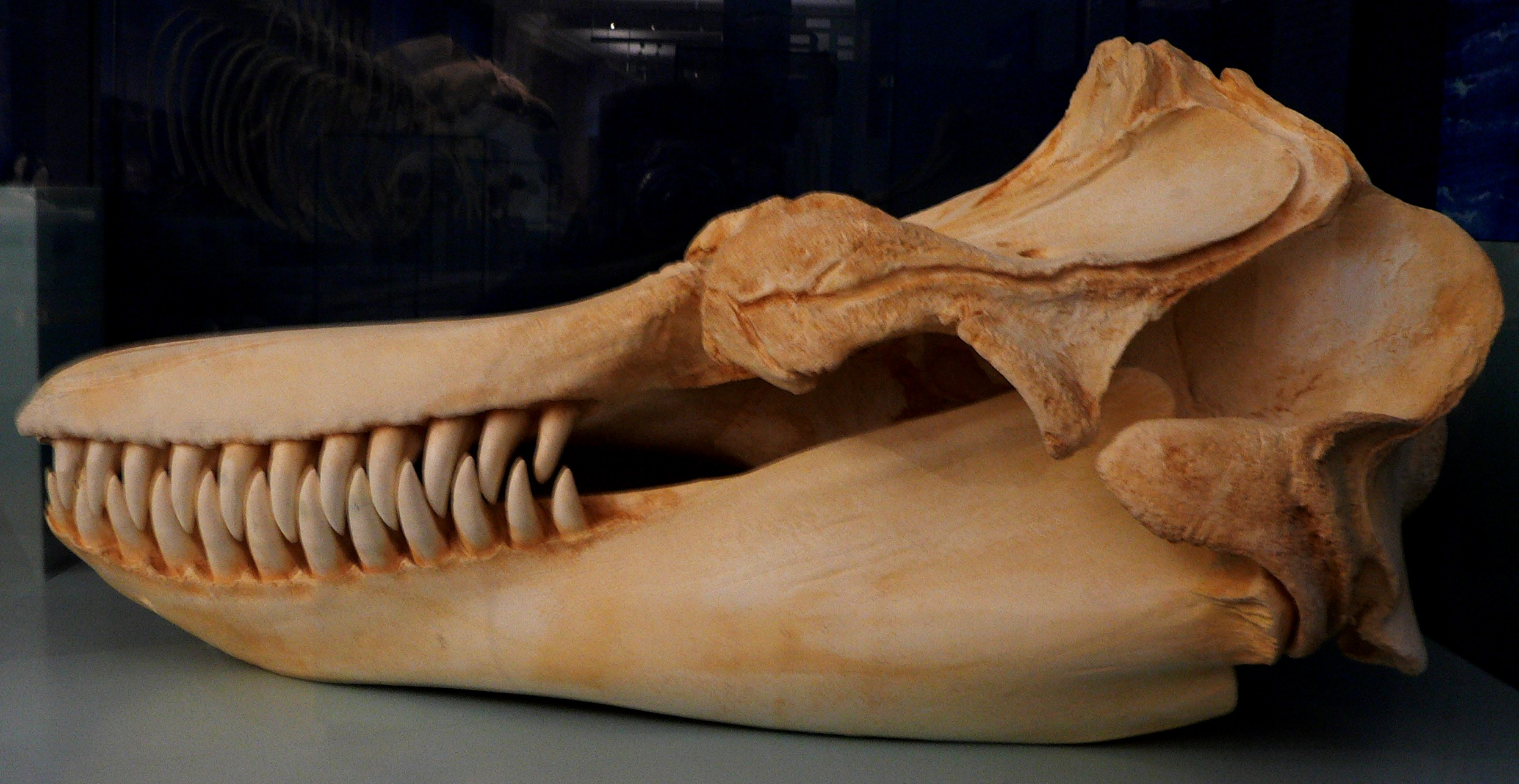
Косатка — млекопитающие — гомодонтизм
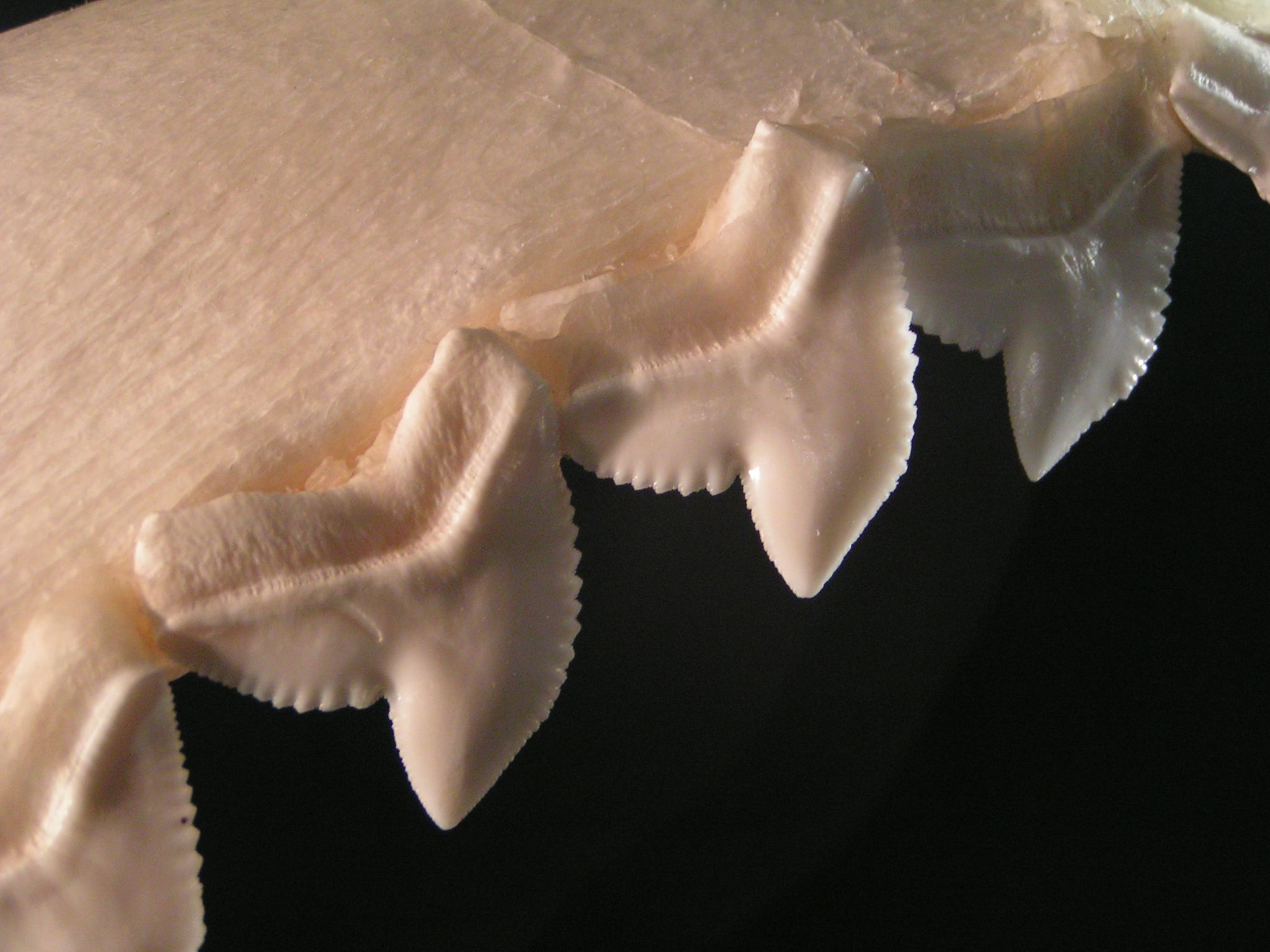
Тигровая акула — пластиножаберные — гомодонтизм

## Типы зубов
В зависимости от формы и функций зубы делят на:
- Резцы — зубы, функция которых заключается в откусывании пищи.
- Клыки — конусовидные зубы, которые служат для разрывания и удержания пищи.
- Премоляры (малые коренные зубы) — зубы для захватывания, разрывания и размельчения пищи.
- Моляры (коренные зубы) — задние зубы, которые служат для перетирания пищи.